# Lodge on the Wolds
Lodge on the Wolds var en civil parish från 1858 till 1896 då den blev en del av Cotgrave, i grevskapet Nottinghamshire, i England. Civil parish var belägen 11 km från Nottingham och hade 5 invånare år 1891.